# 마키가와촌
마키가와촌(牧川村)은 일본 아이치현 나카시마군에 설치되었던 촌이다. 현재의 이나자와시의 일부에 해당한다.